# This Christmas (песня Тхэён)
«This Christmas» (с англ. — «Это Рождество») — сингл южнокорейской певицы Ким Тхэён. Он был выпущен как цифровой сингл 12 декабря 2017 года компанией SM Entertainment и является заглавный треком для специального рождественского альбома This Christmas - Winter Is Coming.

## Предпосылки и релиз
Клип на песню «This Christmas» был выпущен 12 декабря 2017 года. Чтобы продвинуть альбом, Тхэён провела двухдневный концерт под названием «The Magic of Christmas Time» 22 и 23 декабря 2017 года в Университете Кен Хи в Сеуле.

## Чарты
| Чарты (2019)                              | Высшая позиция |
| ----------------------------------------- | -------------- |
| South Korean Singles (Gaon Digital Chart) | 2              |

## Продажи
| Регион      | Продажи |
| ----------- | ------- |
| Южная Корея | 227,856 |

## Награды и номинации
| Год  | Премия                  | Категория            | Номинация        | Результат |
| ---- | ----------------------- | -------------------- | ---------------- | --------- |
| 2018 | Gaon Chart K-Pop Awards | Песня Года — Декабрь | «This Christmas» | Номинация |